# Корнвілл (Мен)
Корнвілл (англ. Cornville) — місто (англ. town) в США, в окрузі Сомерсет штату Мен. Населення — 1317 осіб (2020).

## Демографія
Згідно з переписом 2010 року, у місті мешкало 1314 осіб у 531 домогосподарстві у складі 382 родин. Було 624 помешкання
Расовий склад населення:
| - 98,1 % — білих - 0,9 % — чорних або афроамериканців - 0,2 % — азіатів - 0,1 % — корінних американців |

До двох чи більше рас належало 0,6 %. Частка іспаномовних становила 0,5 % від усіх жителів.
За віковим діапазоном населення розподілялося таким чином: 22,2 % — особи молодші 18 років, 64,6 % — особи у віці 18—64 років, 13,2 % — особи у віці 65 років та старші. Медіана віку мешканця становила 43,1 року. На 100 осіб жіночої статі у місті припадало 98,8 чоловіків;  на 100 жінок у віці від 18 років та старших — 103,2 чоловіків також старших 18 років.
Середній дохід на одне домашнє господарство  становив 68 016 доларів США (медіана — 60 521), а середній дохід на одну сім'ю — 80 587 доларів (медіана — 64 954). Медіана доходів становила 60 735 доларів для чоловіків та 34 167 доларів для жінок. За межею бідності перебувало 17,6 % осіб, у тому числі 27,1 % дітей у віці до 18 років та 5,8 % осіб у віці 65 років та старших.
Цивільне працевлаштоване населення становило 602 особи. Основні галузі зайнятості: освіта, охорона здоров'я та соціальна допомога — 25,6 %, сільське господарство, лісництво, риболовля — 14,1 %, виробництво — 11,5 %, будівництво — 10,3 %.